# Großer Preis von Frankreich 1939
Der XXXIII. Große Preis von Frankreich (XXXIII Grand Prix de l’Automobile Club de France) fand am 9. Juli 1939 auf dem Circuit de Reims-Gueux in Frankreich statt. Als Grande Épreuve zählte das Rennen zur Grand-Prix-Europameisterschaft 1939 und wurde nach den Bestimmungen der Internationalen Grand-Prix-Formel (i. W. Rennwagen bis 3 Liter Hubraum mit Kompressor und bis 4,5 Liter Hubraum ohne Kompressor; Mindestgewicht 850 kg; Renndistanz mindestens 300 km) über 51 Runden à 7,186 km ausgetragen, was einer Gesamtdistanz von 398,6 km entsprach.
Sieger wurde Hermann Paul „H. P.“ Müller auf einem Auto Union Typ D, dem damit der einzige Grand-Prix-Sieg seiner Karriere gelang. Gleichzeitig war dies der letzte Erfolg des Rennstalls der Auto Union bei einem Grande Épreuve.

## Rennen
Die politischen Spannungen zwischen beiden Ländern hatten zu Anfang 1939 dazu geführt, dass Italiens Diktator Benito Mussolini die Teilnahme italienischer Fahrer und Rennställe an Motorsportveranstaltungen in Frankreich untersagt hatte. Nur mit einer Ausnahmegenehmigung war es dem Team der Auto Union daher möglich, in Reims mit ihrem Spitzenfahrer Tazio Nuvolari anzutreten, dessen Auto Union Typ D ebenso wie die Wagen seiner Teamkollegen, Altmeister Hans Stuck, dem jungen und aufstrebenden Hermann Paul Müller, sowie Juniorfahrer „Schorsch“ Meier, jetzt mit Zweistufenkompressor ausgerüstet war, wie dies bei den Mercedes-Benz W 154 schon seit einigen Rennen zuvor der Fall gewesen war. Die Mannschaft von Daimler-Benz war nach dem tragischen Tod ihres Nachwuchsstars Richard Seaman beim vorangegangenen belgischen Grand Prix dagegen auf ihre angestammte Besetzung aus Europameister Rudolf Caracciola, Hermann Lang, der zuletzt vier internationale Rennen in Serie gewonnen hatte, und dem erfahrenen, aber stets etwas ungestümen Manfred von Brauchitsch reduziert.
Im Gegensatz zu Nuvolari mussten die Rennställe von Alfa Romeo und Maserati Mussolinis Erlass Folge leisten und dem französischen Grand Prix fern bleiben. Alfa Romeo umging dies jedoch werksseitig zumindest ein Stück weit dadurch, dass stattdessen drei nominell vom Schweizer Christian Kautz privat eingesetzte Alfa Romeo Tipo 308 zum Rennen gemeldet wurden, bei dem sonst üblicherweise nur offizielle Werksmannschaften zugelassen waren. Dabei handelte es sich jedoch um ältere Modelle, die mangels Motorleistung auf dem schnellen Kurs von Reims-Gueux gegen die deutschen Silberpfeile praktisch keine Chance besaßen, und auch die Fahrerbesetzung war – mit Ausnahme von Raymond Sommer – nicht unbedingt erstklassig.
Das Teilnehmerfeld wurde schließlich komplettiert durch zwei französische Mannschaften, die Écurie Schell des nach Frankreich umgesiedelten US-amerikanischen Rennfahrerehepaars Laury und Lucy O’Reilly Schell mit zwei Rennsportwagen vom Typ Delahaye Type 145 für den erfahrenen René Dreyfus und den eher unbekannten Raphael Béthenod de las Casas, sowie das Werksteam von Lago-Talbot mit drei neu entwickelten Renneinsitzern für Grand-Prix-Veteran Philippe Étancelin, den britischen Voiturette-Fahrer Raymond Mays und Sportwagenpilot René Le Bègue. Alle diese Fahrzeuge waren jedoch nur mit vergleichsweise schwachen 4,5-Liter-Saugmotoren ausgerüstet.
Im Training dominierten einmal mehr Hermann Lang und Mercedes, doch auf noch regennasser Strecke kam Auto-Union Fahrer Tazio Nuvolari am besten weg und führte den Pulk der drei Mercedes-Fahrer Caracciola, Lang und von Brauchitsch in die erste Runde. Unter diesen herrschte eine starke Rivalität und als Caracciola einen Überholversuch gegen Lang startet, endete das Rennen für ihn bereits frühzeitig an einer Mauer. 
Nun entwickelte sich zwischen Nuvolari und Lang ein brisantes Duell, bei dem der Mercedes-Fahrer in der fünften Runde schließlich die Oberhand behielt. Beim Versuch, den Anschluss zu halten, verabschiedete sich danach Nuvolaris Getriebe, so dass Lang nach dem ersten Rennviertel nun einen relativ komfortablen Vorsprung auf das Verfolger-Duo Müller (Auto Union) und von Brauchitsch (Mercedes) besaß. Kurz darauf war jedoch auch der zweite Mercedes bereits mit Motorschaden aus dem Rennen, und obwohl Mercedes-Rennleiter Alfred Neubauer Lang von der Box aus Anweisung gab, langsamer zu fahren und das Auto zu schonen, ereilte ihn in der zweiten Rennhälfte schließlich das gleiche Schicksal. Damit war der Weg frei für Auto-Union-Fahrer Hermann Müller, der schon bei den letzten Rennen stark aufsteigende Form gezeigt hatte. Zweiter – wenn auch bereits mit einer Runde Rückstand – wurde sein noch relativ unerfahrener Stallkollege Georg Meier, der das Rennen trotz Verbrennungen am Arm durchstand, nachdem sein Auto-Union-Rennwagen beim Boxenstopp zu Rennmitte kurzzeitig in Flammen gestanden hatte.

## Meldeliste
| Team                                                      | Nr. | Fahrer                  | Info  | Chassis                              | Motor                                   | Reifen |
| --------------------------------------------------------- | --- | ----------------------- | ----- | ------------------------------------ | --------------------------------------- | ------ |
| Alfa Corse                                                | 02  | Fahrer nicht benannt    | DNA a | Alfa Romeo                           |                                         |        |
| Alfa Corse                                                | 04  | Fahrer nicht benannt    | DNA a | Alfa Romeo                           |                                         |        |
| Alfa Corse                                                | 06  | Fahrer nicht benannt    | DNA a | Alfa Romeo                           |                                         |        |
| R. Sommer                                                 | 02  | Raymond Sommer          |       | Alfa Romeo Tipo 308                  | Alfa Romeo 3.0L I8 Kompressor           |        |
| C. Kautz                                                  | 04  | Luigi Chinetti          |       | Alfa Romeo Tipo 308                  | Alfa Romeo 3.0L I8 Kompressor           |        |
| C. Kautz                                                  | 06  | Yves Matra              |       | Alfa Romeo Tipo 308                  | Alfa Romeo 3.0L I8 Kompressor           |        |
| C. Kautz                                                  |     | Christian Kautz         | RES   |                                      |                                         |        |
| Auto Union AG                                             | 08  | Tazio Nuvolari          |       | Auto Union Typ D                     | Auto Union 3.0L V12 Kompressor          |        |
| Auto Union AG                                             | 10  | Hans Stuck              |       | Auto Union Typ D                     | Auto Union 3.0L V12 Kompressor          |        |
| Auto Union AG                                             | 12  | Hermann Paul Müller     |       | Auto Union Typ D                     | Auto Union 3.0L V12 Kompressor          |        |
| Auto Union AG                                             | 14  | Georg Meier             |       | Auto Union Typ D                     | Auto Union 3.0L V12 Kompressor          |        |
| Auto Union AG                                             |     | Rudolf Hasse            | RES   |                                      |                                         |        |
| Daimler-Benz AG                                           | 16  | Rudolf Caracciola       |       | Mercedes-Benz W 154                  | Mercedes-Benz M 163 3.0L V12 Kompressor |        |
| Daimler-Benz AG                                           | 18  | Manfred von Brauchitsch |       | Mercedes-Benz W 154                  | Mercedes-Benz M 163 3.0L V12 Kompressor |        |
| Daimler-Benz AG                                           | 20  | Hermann Lang            |       | Mercedes-Benz W 154                  | Mercedes-Benz M 163 3.0L V12 Kompressor |        |
| Daimler-Benz AG                                           | 22  | Richard Seaman          | DNA b | Mercedes-Benz W 154                  | Mercedes-Benz M 163 3.0L V12 Kompressor |        |
| Daimler-Benz AG                                           |     | Walter Bäumer           | RES   |                                      |                                         |        |
| Daimler-Benz AG                                           |     | Hans-Hugo Hartmann      | RES   |                                      |                                         |        |
| Officine A. Maserati                                      | 24  | Fahrer nicht benannt    | DNA c | Maserati 8CTF                        | Maserati 3.0L I8 Kompressor             |        |
| Officine A. Maserati                                      | 26  | Fahrer nicht benannt    | DNA c | Maserati 8CTF                        | Maserati 3.0L I8 Kompressor             |        |
| Société d’Etude et de Fabrication d’Automobiles de Course | 28  | Jean Trémoulet          | DNA   | SEFAC                                | SEFAC 2.8L U8 Kompressor                |        |
| Écurie Lucy O’Reilly Schell                               | 30  | René Dreyfus            |       | Delahaye 145                         | Delahaye 4.5L V12                       |        |
| Écurie Lucy O’Reilly Schell                               | 32  | „Raph“                  |       | Delahaye 145                         | Delahaye 4.5L V12                       |        |
| Automobiles Talbot                                        | 34  | Philippe Étancelin      |       | Talbot-Lago T26 „Monoplace Décalée“  | Talbot-Lago T26 4.5L I6                 |        |
| Automobiles Talbot                                        | 36  | René Le Bègue           |       | Talbot-Lago T26 „Monoplace Décalée“  | Talbot-Lago T26 4.5L I6                 |        |
| Automobiles Talbot                                        | 38  | Raymond Mays            |       | Talbot-Lago T26 „Monoplace Centrale“ | Talbot-Lago T26 4.5L I6                 |        |

## Startaufstellung
| 3                   |                   | 2                     |                            | 1                  |
| ------------------- | ----------------- | --------------------- | -------------------------- | ------------------ |
| Nuvolari 2:29,9 min |                   | Caracciola 2:29,6 min |                            | Lang 2:27,7 min    |
|                     | 5                 |                       | 4                          |                    |
|                     | Müller 2:31,7 min |                       | von Brauchitsch 2:30,4 min |                    |
| 8                   |                   | 7                     |                            | 6                  |
| Le Bègue 2:46,3 min |                   | Meier 2:39,9 min      |                            | Stuck 2:35,0 min   |
|                     | 10                |                       | 9                          |                    |
|                     | Mays 2:53,7 min   |                       | Étancelin 2:50,2 min       |                    |
| 13                  |                   | 12                    |                            | 11                 |
| Sommer 2:58,7 min   |                   | Chinetti 2:58,4 min   |                            | Dreyfus 2:54,4 min |
|                     | 15                |                       | 14                         |                    |
|                     | „Raph“ 3:03,0 min |                       | Matra 3:01,3 min           |                    |

## Rennergebnis
| Pos. | Nr. | Fahrer                  | Konstrukteur  | Runden | Zeit        | Ausfallgrund | EM-Punkte |
| ---- | --- | ----------------------- | ------------- | ------ | ----------- | ------------ | --------- |
| 1    | 12  | Hermann Paul Müller     | Auto Union    | 51     | 2:21:11,8 h |              | 1         |
| 2    | 14  | Georg Meier             | Auto Union    | 50     | + 01 Runde  |              | 2         |
| 3    | 36  | René Le Bègue           | Talbot        | 48     | + 03 Runden |              | 3         |
| 4    | 34  | Philippe Étancelin      | Talbot        | 48     | + 03 Runden |              | 4         |
| 5    | 02  | Raymond Sommer          | Alfa Romeo    | 47     | + 04 Runden |              | 4         |
| 6    | 10  | Hans Stuck              | Auto Union    | 47     | + 04 Runden |              | 4         |
| 7    | 30  | René Dreyfus            | Delahaye      | 45     | + 06 Runden |              | 4         |
| 8    | 04  | Luigi Chinetti          | Alfa Romeo    | 45     | + 06 Runden |              | 4         |
| 9    | 32  | „Raph“                  | Delahaye      | 44     | + 07 Runden |              | 4         |
| DNF  | 20  | Hermann Lang            | Mercedes-Benz | 36     |             | Motor        | 5         |
| DNF  | 18  | Manfred von Brauchitsch | Mercedes-Benz | 17     |             | Motor        | 6         |
| DNF  | 06  | Yves Matra              | Alfa Romeo    | 17     |             |              | 6         |
| DNF  | 38  | Raymond Mays            | Talbot        | 10     |             | Tank         | 7         |
| DNF  | 08  | Tazio Nuvolari          | Auto Union    | 10     |             | Getriebe     | 7         |
| DNF  | 16  | Rudolf Caracciola       | Mercedes-Benz | 8      |             | Getriebe     | 7         |

Schnellste Rennrunde:  Hermann Lang (Mercedes-Benz), 2:32,2 min = 184,9 km/h